# Emiliano Álvarez
Pour les articles homonymes, voir Álvarez.
Emiliano Álvarez Arana est un coureur cycliste espagnol, né le 25 octobre 1912 à Errenteria, mort le 1er juin 1987 à Viña del Mar. Il est professionnel de 1932 à 1939.

## Biographie
Emiliano Álvarez a été coureur professionnel de 1932 à 1939, membre de l'équipe Peugeot-Dunlop en 1937 et individuel les autres années. Il remporte la Prueba Villafranca de Ordizia en 1934. Il participe au Tour de France 1935 dans l'équipe d'Espagne. Il s'en retire lors de la douzième étape. En 1936, il remporte la dernière étape du Tour d'Espagne. Il participe également au  Tour de France cette même année où il termine 24e. Après un dernier Tour de France en 1938, lors duquel il est éliminé dans les Alpes. Il arrête sa carrière en 1939.
En 2011, il est considéré comme Argentin et présenté sur le site officiel du Tour de France comme le premier coureur sud-américain du Tour en 1935.

## Palmarès
- 1932
  - 6e étape du Tour du Levant
- 1933
  - 5e étape du Tour du Levant
  - 2e du Tour du Levant
- 1934
  - Bordeaux-Angoulême
  - Prueba Villafranca de Ordizia
  - Jaca-Barcelone
  - Circuit de la Chalosse
- 1935
  - Vuelta al Valle de Léniz
  - 3e de Bordeaux-Angoulême
- 1936
  - 21e étape du Tour d'Espagne
  - 8e du Tour d'Espagne
- 1938
  - 3e du Tour de Corrèze
- 1939
  - Circuit des cols pyrénéens

## Résultats sur les grands tours

### Tour de France
3 participations
- 1935 : abandon (12e étape)
- 1936 : 24e
- 1938 : éliminé (8e étape)

### Tour d'Espagne
2 participations
- 1935 : abandon (4e étape[3])
- 1936 : 8e, vainqueur de la 21e étape